# شویچی ساکای
شویچی ساکای (ژاپنی: 酒井 崇一؛ زادهٔ ۱۳ مهٔ ۱۹۹۶) یک بازیکن فوتبال اهل ژاپن است.
از باشگاه‌هایی که در آن بازی کرده‌است می‌توان به باشگاه فوتبال رواسو کوماموتو اشاره کرد.